# Schloss Argy

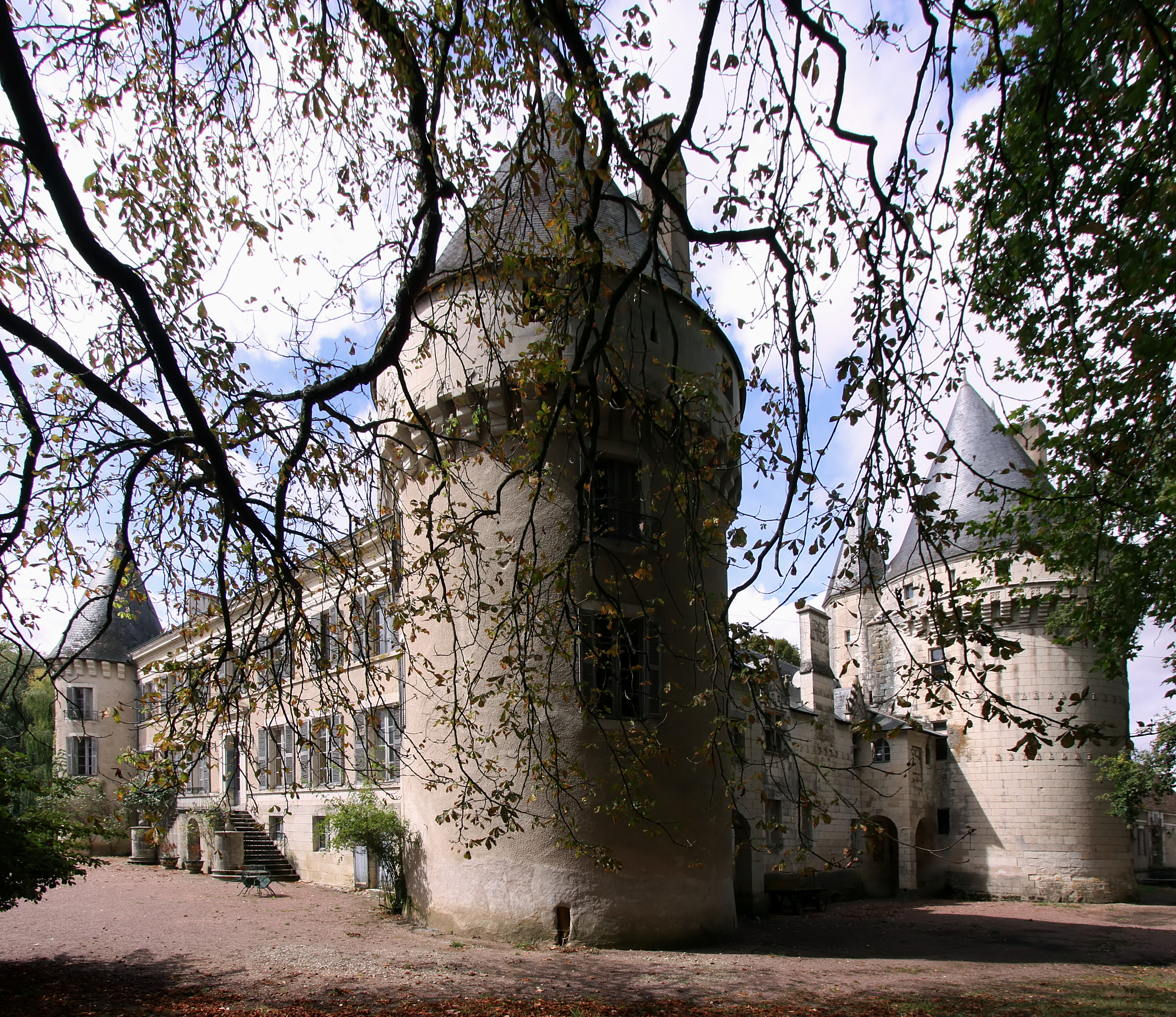
Außenansicht

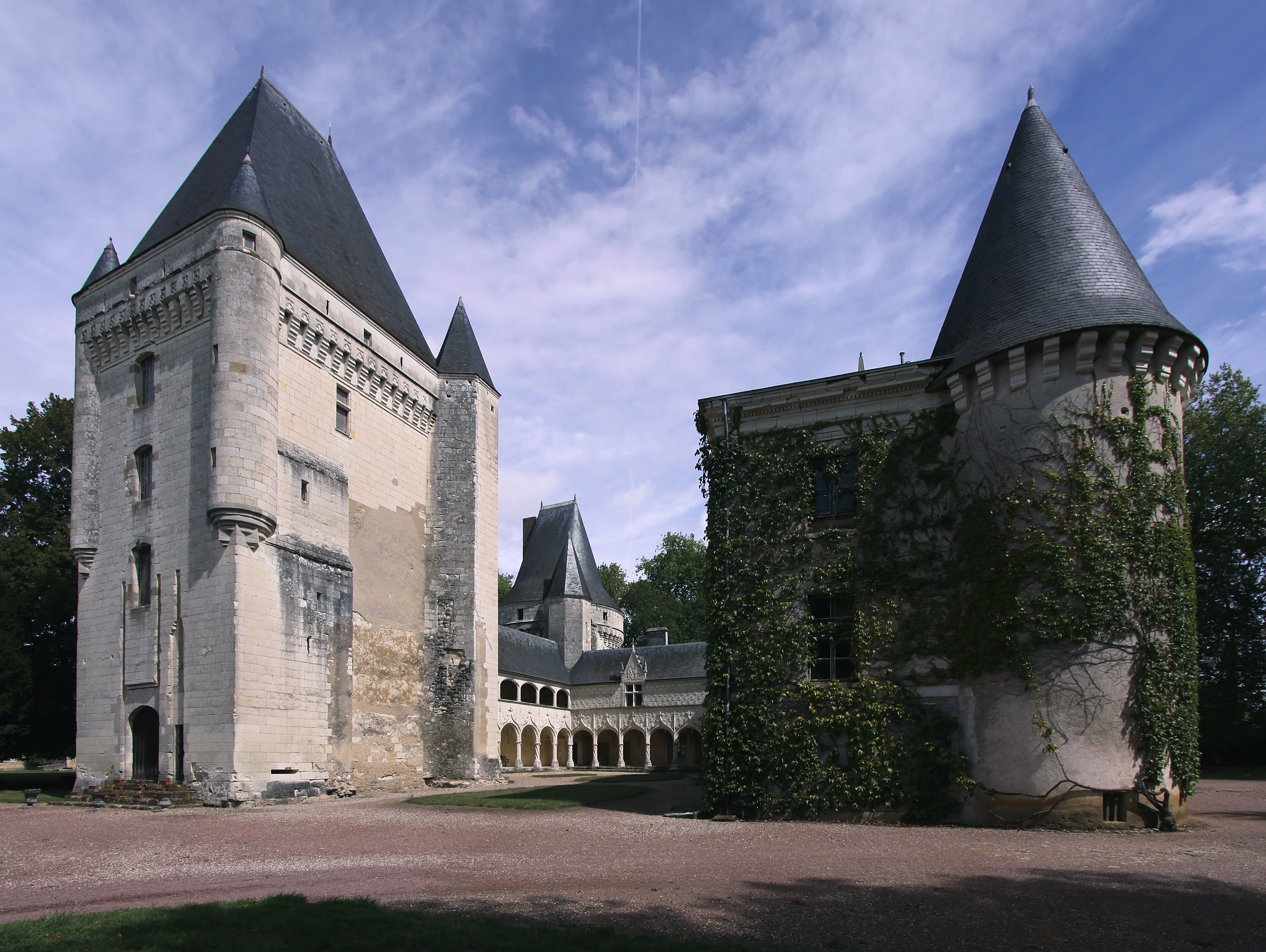
Blick in den offenen Innenhof

Das Schloss Argy (französisch Château d’Argy) gehört zur französischen Gemeinde Argy im Département Indre in der Region Centre-Val de Loire. 

## Geschichte
Ein Herr von Argy wird erstmals 1115 anlässlich der Gründung der Abtei Notre-Dame du Landais erwähnt. Seine Nachkommen in männlicher Linie besaßen den Ort bis zum Ende des 13. Jahrhunderts. Durch Heirat ging Argy dann an den Herrn von Prungé, dessen Tochter den Ort an die Familie Brillac vererbte, die 1585 ausstarb. Deren Erben aus der Familie Crevant verkauften Argy 1636 an Jean Philippeaux, Herrn von Buzançais († 1660). Anfang des 19. Jahrhunderts geht das Schloss und die Domaine an die Familie Lamotte über.

## Architektur
Der Vorgängerbau von Schloss Argy war eher ein Landhaus als eine Burg. Das heutige Bauwerk besteht aus drei Flügeln, die sich um einen rechteckigen Hof mit Ecktürmen gruppieren. Der Hauptteil der Anlage, zwei Flügel mit Galerien, der Donjon und ein Brillac-Turm genannter Rundturm, wurde im 15. Jahrhundert von Charles Brillac, Kammerherr König Ludwigs XII., errichtet. Er verstarb 1509 in Mailand.
Der Donjon, ein mächtiger quadratischer Turm, ist über einen mit zwei offenen, übereinanderliegenden Galerien ausgestatteten Flügel mit dem massiven Brillac-Turm an der anderen Schmalseite des Hofes verbunden. Der anschließende stirnseitige Flügel besitzt im Erdgeschoss eine offene Galerie und im ersten Stock einen großen Saal. Seine Fassade ist mit einem Dekor aus Hermelinen, Lilien und verschlungenen Initialen geschmückt. Diese Verzierung erinnert an den Schlossbesitzer, der das Hermelinmuster zu Ehren der Königin Anne de Bretagne gewählt hat. Die Lukarnen dieses Flügels stammen aus dem 19. Jahrhundert, ebenso der anschließende längsseitige Flügel und seine beiden Türme. Der ursprünglich den Hof abschließende Flügel wurde im 18. Jahrhundert abgerissen.
Die Schlossanlage, die Wirtschaftsgebäude aus dem 17. Jahrhundert und der umgebende, 40 Hektar umfassende Park stellen ein Kulturerbe dar, um dessen Zusammenhalt seit 1966 der Club du Vieux Manoir bemüht ist. Außerdem wurde das ganze Gebäudeensemble um das Taubenhaus der Archives nationales von 1862 und um ein Regionalmuseum erweitert, das sich dem Leben in der Provinz Berry im 19. Jahrhundert widmet.

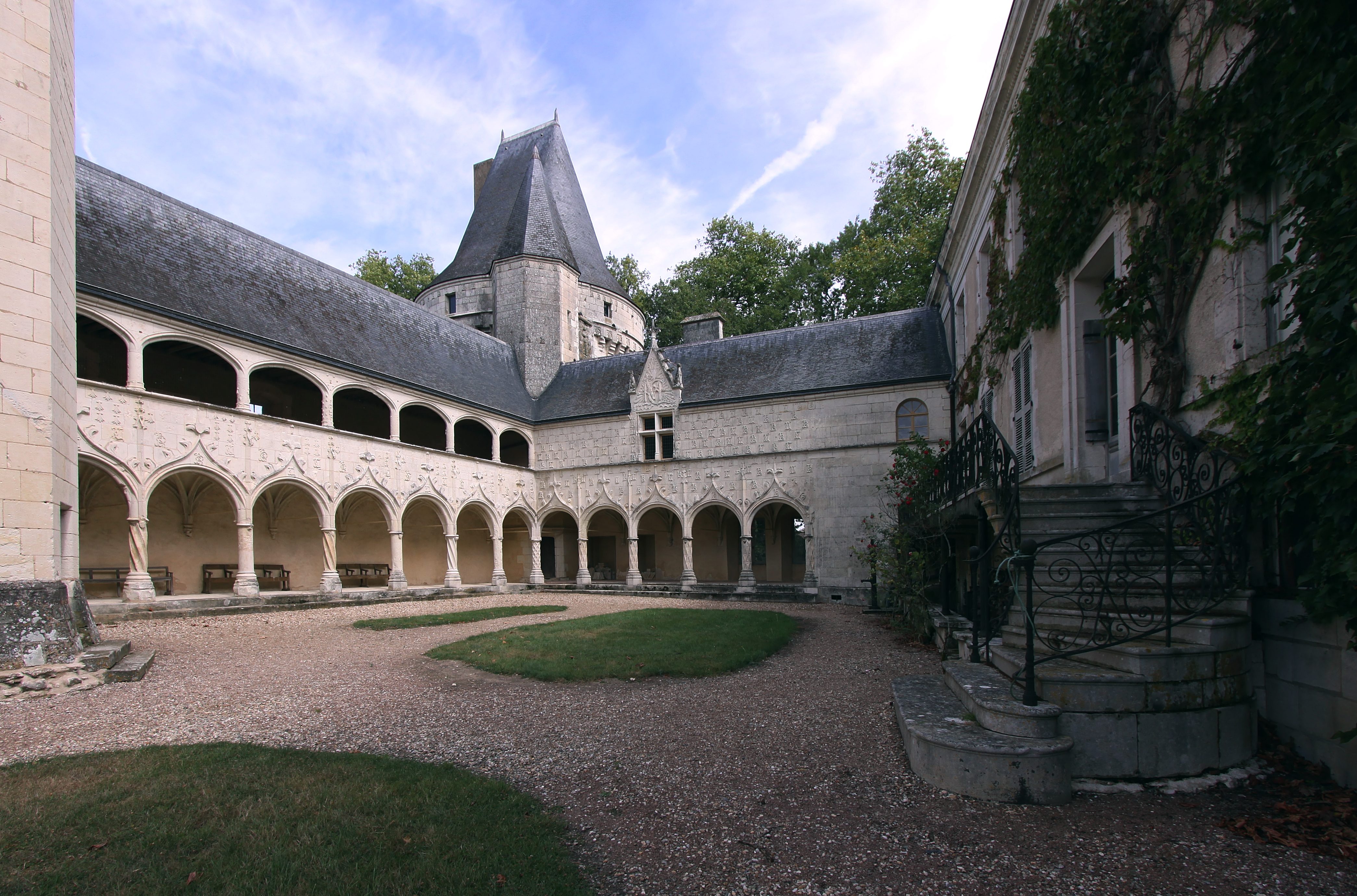
Flügel mit Galerien, dahinter der Brillac-Turm
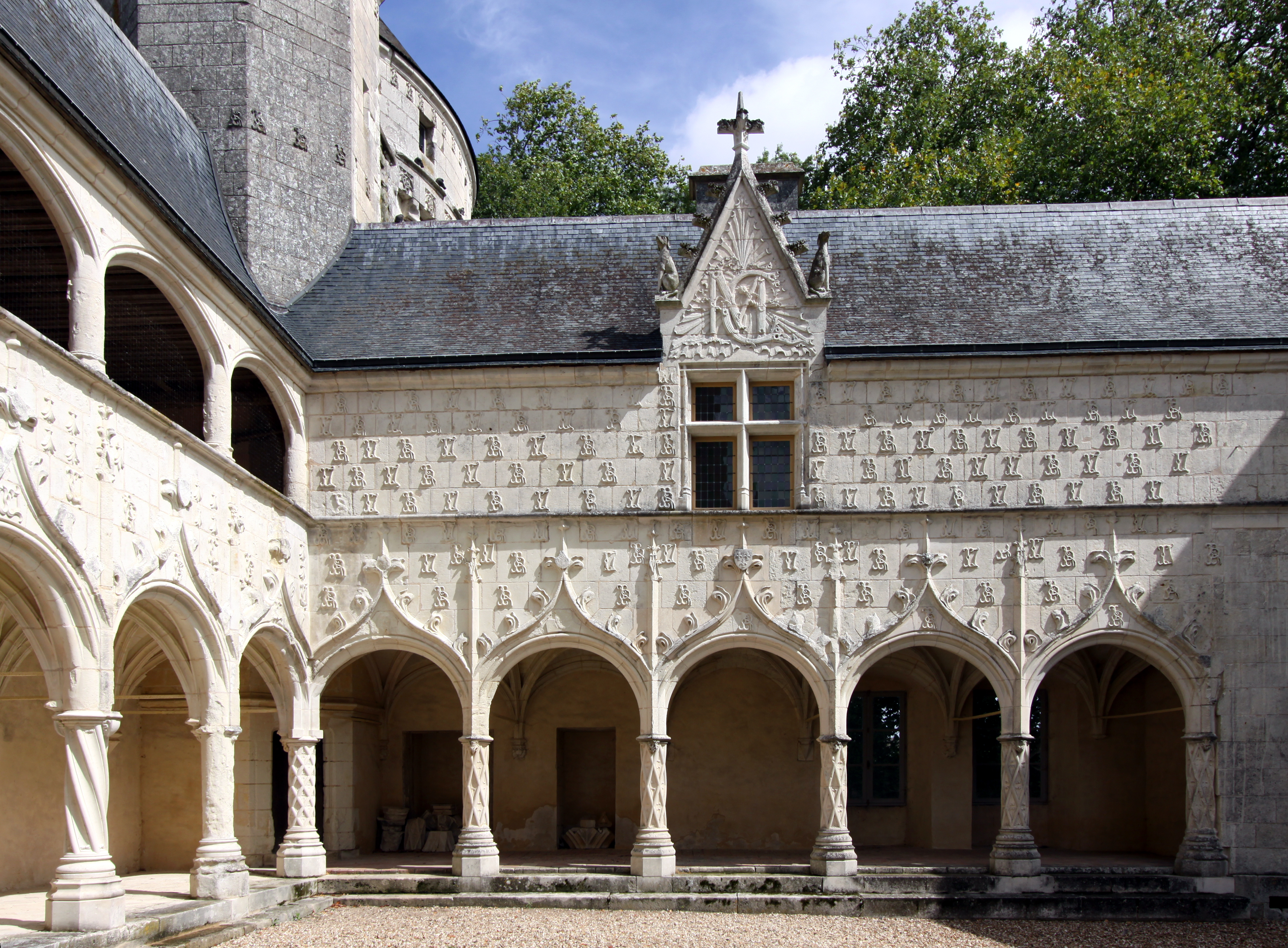
Mit Initialen verzierte Fassade
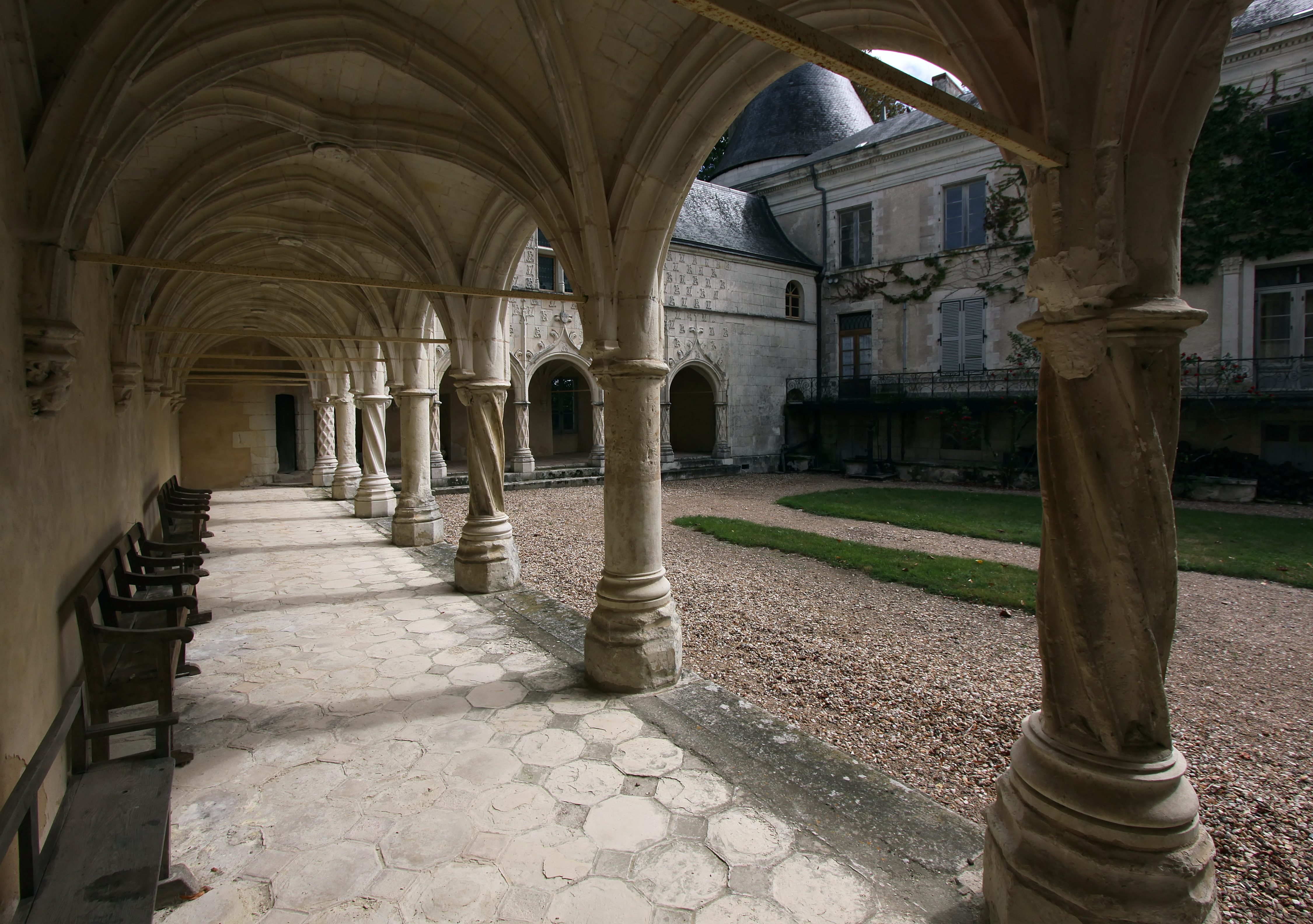
Längsseitige Galerie